# Badminton Europe

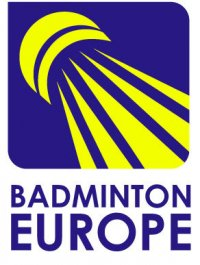
Logo des Verbandes

Badminton Europe (kurz: BE) ist der europäische Dachverband für die Sportart Badminton. Der Verband wurde am 27. September 1967 in Frankfurt am Main als European Badminton Union (EBU) gegründet. Am 8. April 2006 erfolgte eine Namensänderung in Badminton Europe. Badminton Europe ist Mitglied in der Dachorganisation Badminton World Federation. Im April 2013 wurde der Verbandsname auf Badminton Europe Confederation (BEC) erweitert. Im Juli 2022 hatte Badminton Europe 54 Landesverbände als Mitglied.

## Präsidenten
| No. | Name                   | Land                   | Jahr      |
| --- | ---------------------- | ---------------------- | --------- |
| 1   | Hans Peter Kuntz       | Schweiz                | 1967–1968 |
| 2   | Stellan Mohlin         | Schweden               | 1969–1977 |
| 3   | Herman Valken          | Niederlande            | 1977–1982 |
| 4   | Heinrich Barge         | BR Deutschland         | 1982–1984 |
| 5   | Stan Mitchell          | Vereinigtes Königreich | 1984–1992 |
| 6   | Torsten Berg           | Dänemark               | 1992–2004 |
| 7   | Tom Bacher             | Dänemark               | 2004–2010 |
| 8   | Poul-Erik Høyer Larsen | Dänemark               | 2010–2013 |
| 9   | João Matos             | Portugal               | 2013–2014 |
| 10  | Gregory Verpoorten     | Belgien                | 2014–2019 |
| 11  | Peter Tarcala          | Slowakei               | 2019–2022 |
| 12  | João Matos             | Portugal               | 2022–2023 |
| 13  | Sven Serré             | Belgien                | seit 2023 |

## Turniere
- Europameisterschaft
- Mannschaftseuropameisterschaft
- Europapokal
- BE Circuit
- BE Junior Circuit
- Europa gegen Asien
- Senioren-Europameisterschaft
- Europäische Hochschulmeisterschaften
- Junioreneuropameisterschaft
- Jugendeuropameisterschaft
- U15-Europameisterschaft
- Finlandia Cup
- Polonia Cup
- Europameisterschaft für Behinderte

## Ehrungen
- BEC Hall of Fame
- Badminton Europe Honorary Vice-Presidents
- Badminton Europe Presidents’ Award
- BEC Best European Player Award

## Mitglieder
| Land                    | Name des Nationalverbands                            | Webseite                                                                             | Mitglied seit                                                          |
| ----------------------- | ---------------------------------------------------- | ------------------------------------------------------------------------------------ | ---------------------------------------------------------------------- |
| Albanien                | Federata Shqiptare e Badminton                       |                                                                                      | 2006                                                                   |
| Armenien                | Badminton-Föderation Armeniens                       | http://www.badminton.am/                                                             | 1997                                                                   |
| Aserbaidschan           | Badminton-Föderation Aserbaidschans                  |                                                                                      | 1997                                                                   |
| Belarus                 | Belarussische Badminton-Föderation                   |                                                                                      | 1993                                                                   |
| Belgien                 | Belgian Badminton Federation                         | http://www.belgian-badminton.be/                                                     | Gründung 1967                                                          |
| Bosnien und Herzegowina | Badminton Savez Bosne i Hercegovine                  | http://www.babh.ba/                                                                  | 2007                                                                   |
| Bulgarien               | Bulgarische Badminton-Föderation                     | http://www.bfbadminton.bg/                                                           | 1985                                                                   |
| Dänemark                | Danmarks Badminton Forbund                           | http://badminton.dk/                                                                 | Gründung 1967                                                          |
| Deutschland             | Deutscher Badminton-Verband                          | http://badminton.de/                                                                 | Gründung 1967 (DDR 1971–1990)                                          |
| England                 | Badminton England                                    | http://www.badmintonengland.co.uk/                                                   | Gründung 1967                                                          |
| Estland                 | Eesti Sulgpalliliit                                  | http://www.badminton.ee/                                                             | 1992                                                                   |
| Färöer                  | Badmintonsamband Føroya                              | http://bsf.fo/                                                                       | 1982                                                                   |
| Finnland                | Suomen Sulkapalloliitto                              | http://www.badminton.fi/                                                             | Gründung 1967                                                          |
| Frankreich              | Fédération Française de Badminton                    | http://www.ffbad.org/                                                                | 1968                                                                   |
| Georgien                | Georgische Badminton-Föderation                      |                                                                                      | 1992                                                                   |
| Gibraltar               | Gibraltar Badminton Association                      | http://www.badmintongibraltar.com/                                                   | 1986                                                                   |
| Griechenland            | Elliniki Omospondia Filathlon Somateion Antipterisis | http://www.badminton.gr/                                                             | 1996                                                                   |
| Grönland                | Badminton Kalaallit Nunaat                           | http://www.badminton.gl/                                                             | 1997                                                                   |
| Irland                  | Badminton Ireland                                    | http://www.badmintonireland.com/                                                     | 1968                                                                   |
| Island                  | Badmintonsamband Íslands                             | http://www.badminton.is/                                                             | 1978                                                                   |
| Israel                  | Israel Badminton Association                         | http://www.badminton-israel.co.il/eng                                                | 1997                                                                   |
| Isle of Man             | Isle of Man Badminton Association                    | https://www.iombadminton.com/                                                        | 2019 (assoz.)                                                          |
| Italien                 | Federazione Italiana Badminton                       | http://www.badminton-italia.com/                                                     | 1977                                                                   |
| Kroatien                | Kroatischer Badminton-Verband                        | http://cba.hr/                                                                       | 1992                                                                   |
| Kosovo                  | Federata e Badmintonit e Kosovës                     | http://badminton-ks.org                                                              | 2019                                                                   |
| Lettland                | Latvijas Badmintona Federācija                       | http://www.badminton.lv/                                                             | 1992                                                                   |
| Liechtenstein           | Liechtensteiner Badminton Verband                    | Liechtensteiner Badminton Verband (Memento vom 8. Dezember 2011 im Internet Archive) | 1993                                                                   |
| Litauen                 | Lietuvos badmintono federacija                       | http://www.badminton.lt/                                                             | 1992                                                                   |
| Luxemburg               | Fédération Luxembourgeoise de Badminton              | http://www.feluba.lu/                                                                | 1981                                                                   |
| Malta                   | Badminton Malta                                      | http://www.badmintonmalta.org/                                                       | 1972                                                                   |
| Moldawien               | Moldauische Badminton-Föderation                     | http://www.mbf.md/                                                                   | 1995                                                                   |
| Monaco                  | Fédération Monégasque de Badminton                   | http://www.monacobadminton.com/                                                      | 2013                                                                   |
| Montenegro              | Badminton Savez Crne Gore                            | Badminton Savez Crne Gore (Memento vom 7. Oktober 2011 im Internet Archive)          | 2007 (1993 als Jugoslawien, 2002 als Serbien und Montenegro)           |
| Niederlande             | Badminton Nederland                                  | http://www.badminton.nl/                                                             | Gründung 1967                                                          |
| Nordmazedonien          | Badminton-Föderation Nordmazedoniens                 | http://www.badminton.com.mk/;                                                        | 2003                                                                   |
| Norwegen                | Norges Badminton Forbund                             | http://www.badminton.no/                                                             | Gründung 1967                                                          |
| Österreich              | Österreichischer Badminton Verband                   | http://badminton.at/                                                                 | Gründung 1967                                                          |
| Polen                   | Polski Związek Badmintona                            | http://www.badminton.com.pl/                                                         | 1977                                                                   |
| Portugal                | Federação Portuguesa de Badminton                    | http://www.fpbadminton.pt/                                                           | 1977                                                                   |
| Rumänien                | Federația Română de Badminton                        | http://www.badminton.ro/                                                             | 1990                                                                   |
| Russland                | Nationale Badminton-Föderation Russlands             | http://www.badm.ru/                                                                  | 1993, aus UdSSR, Mitglied seit 1974, hervorgegangen                    |
| Schottland              | Badminton Scotland                                   | http://www.badmintonscotland.org.uk/                                                 | 1968                                                                   |
| Schweden                | Svenska Badmintonförbundet                           | http://www.badminton.nu/                                                             | Gründung 1967                                                          |
| Schweiz                 | Swiss Badminton                                      | http://www.swiss-badminton.ch/                                                       | Gründung 1967                                                          |
| Serbien                 | Badminton Savez Srbije                               | http://www.badminton.org.rs/                                                         | 1993 als Jugoslawien 2002 als Serbien und Montenegro, 2007 als Serbien |
| Slowakei                | Slovenský zväz bedmintonu                            | http://www.bedminton.sk/                                                             | 1993, aus Gründungsmitglied ČSSR hervorgegangen                        |
| Slowenien               | Badmintonska Zveza Slovenije                         | http://www.badminton-zveza.si/                                                       | 1968 als Jugoslawien                                                   |
| Spanien                 | Federación Española de Bádminton                     | http://www.badminton.es/                                                             | 1982                                                                   |
| Tschechien              | Český badmintonový svaz                              | http://www.czechbadminton.cz/                                                        | 1993, aus Gründungsmitglied ČSSR hervorgegangen                        |
| Türkei                  | Türkiye Badminton Federasyonu                        | http://www.badminton.gov.tr/                                                         | 1992                                                                   |
| Ukraine                 | Badminton-Föderation der Ukraine                     |                                                                                      | 1992                                                                   |
| Ungarn                  | Magyar Tollaslabda Szövetség                         | http://badminton.hu/                                                                 | 1973                                                                   |
| Wales                   | Welsh Badminton Cymru                                | http://www.welshbadminton.net/                                                       | 1968                                                                   |
| Zypern                  | Cyprus Badminton Federation                          | http://www.cyprusbadminton.com/                                                      | 1985                                                                   |